# كياثون لويسي
كياثون لويسي (الاسم العلمي:Cyathea x lewisii) هو نوع هجين من النبات يتبع جنس الكياثون من الفصيلة الكياثونية.